# Paetica eutropia
Paetica eutropia là một loài bướm đêm trong họ Noctuidae.